# Columbus (hop)
Columbus is een hopvariëteit, gebruikt voor het brouwen van bier.
Deze hopvariëteit is een “bitterhop”, bij het bierbrouwen voornamelijk gebruikt voor zijn bittereigenschappen. Deze hopvariëteit draagt het label Super High Alpha en is ondertussen heel populair geworden in de Verenigde Staten. Onderzoeken met een gaschromatograaf hebben uitgewezen dat Tomahawk een identieke hopvariëteit is en de variëteit Zeus zo goed als identiek en zodoende niet kan onderscheiden worden van de andere twee.

## Kenmerken
- Alfazuur: 13-18%
- Bètazuur: 4,5-5,5%
- Eigenschappen: hoge bitterheid, prikkelend